# Ferskvandsfisk
Ferskvandsfisk lever i indre farvande, søer og floder, der er kendetegnet af en saltholdighed på mindre end 0,05%. 41% af alle kendte arter af fisk findes i ferskvand.
For at overleve ferskvand har fisken brug for en række fysiologiske tilpasninger. Næsten alle ferskvandsfisk hører til benfisk (Osteichthyes). Af bruskagtige fisk (Chondrichthyes) lever nogle rokkearter i ferskvand. Der er kun få arter af hajer, der lejlighedsvis vandrer op i ferske områder af flodmundinger.
Mange ferskvandsfisk er gode spisefisk og fra Danmark kendes bl.a. gedde, laks, ørred, sandart og ål. Små farverige arter er ofte populære akvariefisk. Ferskvandfisk er den dominerende type fisk i akvakulturer rundt om i verden.

## Fysiologi
Ferskvandsfisk adskiller sig fysiologisk fra saltvandsfisk, fordi den osmotiske balance mellem fiskene væv og de omgivende vand betyder at vandmolekyler har tendens til at diffundere ind i vævet. Ferskvandsfisk har derfor veludviklede nyrer for at genvinde salte fra kropsvæsker før udskillelse.

## Levevis
33 % af alle kendte arter fisk lever udelukkende i ferskvand. En del arter af ferskvandfisk har en højere salttolerance og kan leve i miljøer, hvor der også lever saltvandsfisk. Det kan være flodmundinger og mangrovemiljøer. F.eks. har gedden har en høj salttolerance og kan findes i brakvandsmiljøer. Disse fisk har ofte en gennemsnitsstørrelse der er højere end tilsvarende bestande i ferskvand.
Nogle arter af fisk formerer sig i ferskvand, men lever det meste af deres voksne liv i havet. Disse benævnes anadrome fisk, og omfatter for eksempel laks og stør. Andre fiskearter starter livet i saltvand, men lever det meste af dele af deres voksne liv i ferskvand. Disse benævnes katadrome ferskvandsfisk og omfatter f.eks. ål.

## Ferskvandsfisk i Danmark
Danmark har mange søer og vandløb som er grundlag for en stor bestand af ferskvandsfisk. De dansker søer er ofte næringsrige og kan derfor understøtte en stor bestand.